# Titularbistum Belline
Belline (ital.: Belle) war ein Titularbistum der römisch-katholischen Kirche.
Es geht zurück auf einen untergegangenen Bischofssitz in der antiken Stadt Belline, die in der römischen Provinz Syria bzw. Syria Coele lag.
| Titularbischöfe von Belline |                                              |                                                                                |                    |                    |
| Nr.                         | Name                                         | Amt                                                                            | von                | bis                |
| 1                           | Daniel Zehender OFM                          | Weihbischof in Konstanz (Heiliges Römisches Reich)                             | 3. Dezember 1473   | 15. September 1500 |
| 2                           | Johannes Berger OESA                         | Weihbischof in Freising (Heiliges Römisches Reich)                             | 1475               | 26. Mai 1481       |
| 3                           | Albert Kraus                                 | Weihbischof in Brixen (Heiliges Römisches Reich)                               | 18. Dezember 1534  | 3. Oktober 1538    |
| 4                           | Anton Crosini von Bonporto                   | Weihbischof in Brixen (Heiliges Römisches Reich)                               | 26. April 1634     | 14. Mai 1663       |
| 5                           | Joannes Debski                               | Weihbischof in Przemyśl (Polen-Litauen)                                        | 20. April 1682     | Dezember 1690      |
| 6                           | Johann Sigmund Zeller von und zu Leibersdorf | Weihbischof in Freising (Heiliges Römisches Reich)                             | 6. Oktober 1692    | 30. Dezember 1729  |
| 7                           | Adam Wojna Oranski                           | Weihbischof in Kamyanets-Podilskyi (Polen-Litauen)                             | 18. Dezember 1730  | 1778               |
| 8                           | Petrus Alexander Samson Toczylowski          | Weihbischof in Vilnius (Polen-Litauen)                                         | 23. September 1782 | 3. August 1807     |
| 9                           | Martin Takáts S.J.                           | Weihbischof in Kalocsa (Kaisertum Österreich)                                  | 3. August 1807     | 17. Januar 1818    |
| 10                          | Jean-Joseph-Jean-Baptiste Ferréol M.E.P.     | Apostolischer Vikar von Korea (Königreich Joseon)                              | 14. August 1843    | 3. Februar 1853    |
| 11                          | Laurence Gillooly CM                         | Koadjutorbischof von Elphin (Vereinigtes Königreich Großbritannien und Irland) | 29. Februar 1856   | 1. Dezember 1858   |
| 12                          | Charles-Constant Jolivet OMI                 | Apostolischer Vikar von Natal (Kolonie Natal)                                  | 15. September 1874 | 15. September 1903 |